# Балистови
Балистовите (Balistidae) са семейство животни от разред бодливи риби (Tetraodontiformes).
Таксонът е описан за пръв път от Антоан Рисо през 1810 година.

## Родове
- Abalistes
- Balistes – Балисти
- Balistoides
- Canthidermis
- Melichthys
- Nematobalistes
- Oncobalistes
- Pachynathus
- Pseudobalistes
- Rhinecanthus
- Sufflamen – Суфламени
- Verrunculus
- Xanthichthys
- Xenobalistes